# Disney Stars on Parade
Disney Stars on Parade é o desfile atual no Disneyland Park na Disneyland Paris. O desfile estreou em 26 de março de 2017 como parte da celebração do 25º aniversário do parque. O desfile celebra a descoberta das terras da imaginação, representadas por vários filmes da Disney e Pixar, como Toy Story, Mogli - O Menino Lobo, O Rei Leão, Procurando Nemo, Bela Adormecida e Frozen. 
Este desfile substituiu o Disney Magic on Parade! que funcionou de 01 de abril de 2012 (20º aniversário do parque) até 24 de março de 2017. O Disney Stars on Parade será substituído por um novo desfile para a comemoração dos 30 anos do parque em 2022. 
O desfile é dirigido por Emmanuel Lenormand e projetado por Olivier Dusautoir e Jody Daily.   Daily trabalhou anteriormente no desfile Happiness is Here! na Tokyo Disneyland e Mickey's Soundsational Parade na Disneyland . 

## Unidades de desfile e personagens
- Discover the Magic: a unidade de abertura traz Mickey, Minnie, Donald, Margarida, Tico e Teco e Pluto usando roupas retrofuturísticas. Sininho é vista no topo da unidade escapando das páginas de um enorme livro de histórias. Dançando na frente da unidade se encontram Mary Poppins e Bert de Mary Poppins, Alice e o Chapeleiro Maluco de Alice no País das Maravilhas, Aladdin e o Gênio de Aladdin, Tigrão de Ursinho Pooh e Pinóquio.
- Discover Friendship (Unidade Toy Story ): Buzz Lightyear aparece sentado no topo de um foguete de brinquedo e puxa um carrinho vermelho cheio de brinquedos de Andy, incluindo o xerife Woody andando com Slinky Dog e vários soldados de plástico. Dançarinos vestindo trajes de cowboy e homens do exército lideram a unidade.
- Discover Adventure (O Rei Leão e a Unidade do Mogli - O Menino Lobo): Em frente à unidade, jovem Simba aparece na Pedra do Reino com Rafiki e Zazu, além de Timão e Rei Louie em ação ao vivo. Na parte traseira da unidade, Mogli pode ser visto sentado em um galho, enquanto Balu é visto dormindo em uma rede formada por Kaa. Esta unidade foi originalmente usada no antigo desfile diurno de Tokyo Disneyland, Jubilation!, e foi levemente reparado para este desfile[3].
- Discover Imagination (Unidade Peter Pan) : O capitão Hook aparece sentado no topo da Pedra da Caveira, com o Sr. Smee sentado abaixo dele. Atrás do capitão Hook e Mr. Smee está Peter Pan no comando de um navio voador, juntamente com alguns dos Garotos Perdidos. Wendy Darling e alguns dos Garotos Perdidos podem ser vistos dançando na frente da unidade. Esta unidade foi originalmente usada no antigo desfile diurno de Tokyo Disneyland, Jubilation!.
- Discover a New World (Unidade Procurando Nemo ) : Um enorme Crush nada acima de um recife de coral com jovens tartarugas marinhas, enquanto Bolota, Jenny e Charlie nadam acima do caPrpacete de um mergulhador que tem Pearl e Sheldon dentro. Antes da unidade, Nemo, Dory e Marlin nadam em torno de alguns dançarinos vestidos de coral.
- Discover Enchantment (Unidade Bela Adormecida): Um gigante dragão cuspidor de fogo steampunk (Malévola) persegue príncipe Phillip. Vários dançarinos em pernas de pau, vestidos com espinhos, tentam impedir o príncipe Phillip de derrotar Malévola de uma vez por todas. A unidade de dragão é uma réplica usada no atual desfile diurno do Magic Kingdom no Festival of Fantasy Parade na Walt Disney World.
- Discover Romance (unidade Princesas) : Rapunzel e Flynn Rider de Enrolados lideram a procissão real em sua carruagem puxada a cavalo, com Bela e o príncipe Adam (Fera) — de A Bela e a Fera — e Cinderela e o príncipe encantado de Cinderela na retaguarda. Tiana e o príncipe Naveen, de A Princesa e o Sapo, Branca de Neve e seu príncipe de A Branca de Neve e os Sete Anões, e Ariel e o príncipe Eric de A Pequena Sereia são vistos dançando atrás da carruagem de Rapunzel e Flynn. A princesa Aurora e suas madrinhas —  Flora, Fauna e Primavera —  de A Bela Adormecida também são vistas dançando diante das carruagens de Bela e Príncipe Adam e Cinderela e Príncipe Encantado.
- Discover Wonder (Unidade Frozen) : Kristoff lidera a unidade final e dança ao lado de vários flocos de neve. Na frente da unidade, Olaf está sentado em uma versão de cavalo de balanço de Sven, enquanto Elsa e Anna estão na varanda do palácio de gelo de brinquedo.

## Músicas do desfile
- Música-tema: Lost in the Magic (música por Mark Hammond; letra por Carolyn Gardner)[5].
- Other songs featured:
  - UNIDADE ABERTURA
    - "Lost in the Magic" | "A Whole New World" / "Zip-a-Dee-Doo-Dah"

  - UNIDADE TOY STORY
    - "You've Got a Friend in Me"

  - UNIDADE MOGLI - O MENINO LOBO
    - "I Just Can't Wait to Be King" /  "The Bare Necessities" / "I Wan'na Be Like You (The Monkey Song)"

  - UNIDADE PETER PAN
    - "You Can Fly!" / "Following the Leader" / "The Second Star to the Right"  / "A Pirate's Life"

  - UNIDADE PROCURANDO NEMO
    - "Beyond the Sea"

  - UNIDADE BELA ADORMECIDA
    - '"Battle with the Forces of Evil" / "Hail to the Princess Aurora"

  - UNIDADE PRINCESAS
    - "Someday My Prince Will Come" / "I See the Light" / "A Dream Is a Wish Your Heart Makes"

  - UNIDADE FROZEN
    - "For the First Time in Forever" / "Let It Go"